# NGC 5910
NGC 5910 este o brightest cluster galaxy⁠(d) situată în constelația Șarpele. A fost descoperită în 13 aprilie 1785 de către William Herschel.